# Brezons

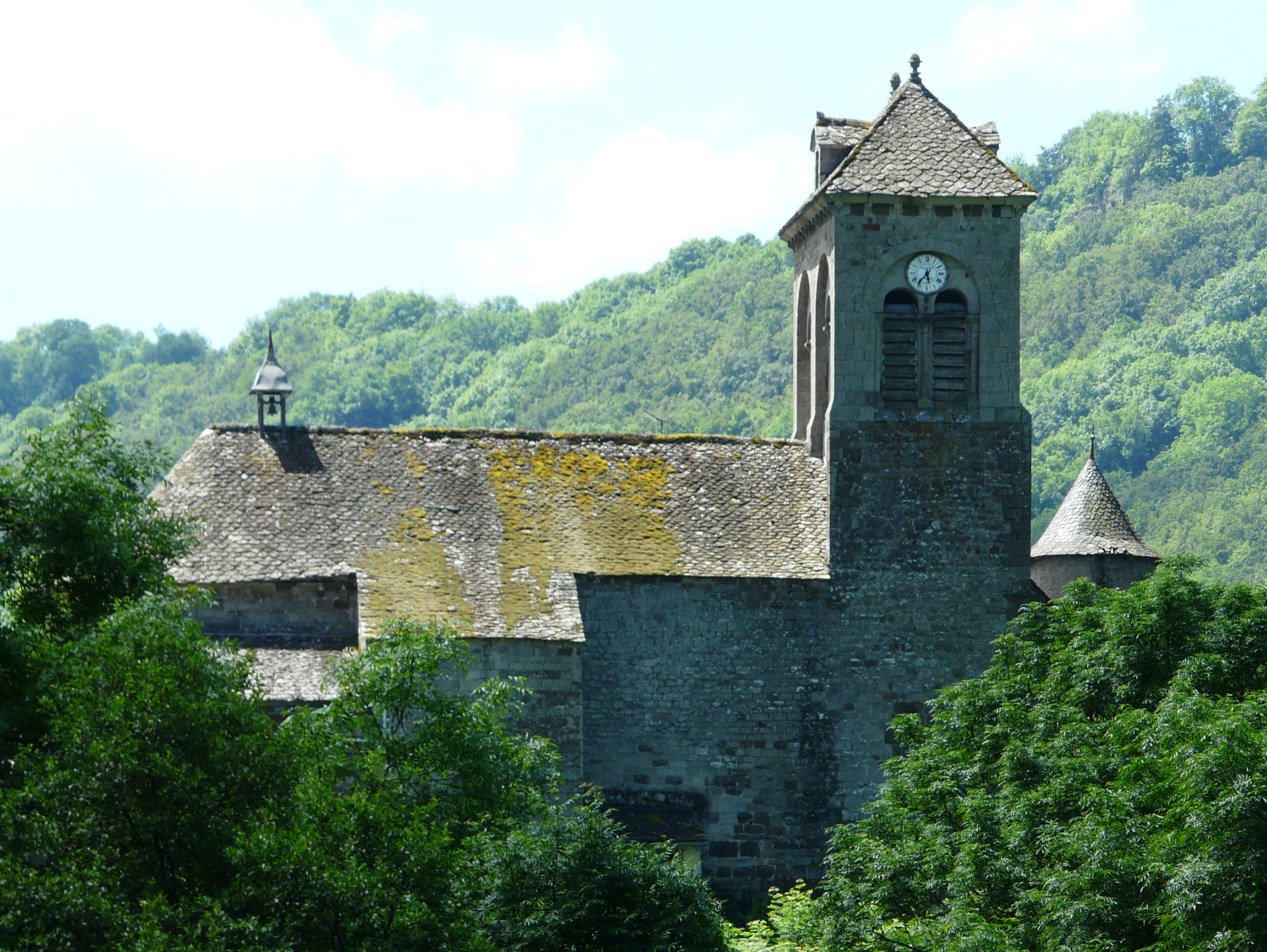
De romaanse kerk van Saint-Hilaire (12e eeuw)

Brezons is een gemeente in het Franse departement Cantal (regio Auvergne-Rhône-Alpes) en telt 208 inwoners (1999). De plaats maakt deel uit van het arrondissement Saint-Flour.
De plaats is populair voor het beoefenen van parapente.

## Geografie
De oppervlakte van Brezons bedraagt 42,0 km², de bevolkingsdichtheid is 5,0 inwoners per km². De plaats ligt in de weinig bevolkte Vallei van Brezons.
De onderstaande kaart toont de ligging van Brezons met de belangrijkste infrastructuur en aangrenzende gemeenten.

## Demografie
Onderstaande figuur toont het verloop van het inwonertal (bron: INSEE-tellingen).

Vanwege een beveiligingsprobleem met de MediaWiki Graph-software is het momenteel niet mogelijk deze grafiek weer te geven. Zodra de software is bijgewerkt zal de grafiek vanzelf weer zichtbaar worden.